# Estat Sobirà d'Aeterna Lucina
L'Estat Sobirà d'Aeterna Lucina (en anglès Sovereign State of Aeterna Lucina i també denominat Sovereign Humanitarian Mission State of Aeterna Lucina) fou una micronació que va desaparèixer al morir el seu creador.
Estava situat en una propietat rural anomenada Vitama, a les muntanyes Snowy, a Cooma, Nova Gal·les de Sud, Austràlia.

## Història
Fundat el 1978 pel pensionista alemany Paul Baron Neuman, en la seva propietat de Byron Bay (Nova Gal·les del Sud, Austràlia). Paul Neuman afirmava haver rebut a les Maldives, per part de l'exrei Hassan III de l'Afganistan, el títol de Baró de Neuman de Kara Bagh, així com d'altres centenars d'honors. Posteriorment la capitalitat de la micronació passaria a Curl Curl, un suburbi de la ciutat de Sydney i finalment a la vila de Cooma, situada també a Nova Gal·les del Sud.